# ASA Tel Aviv (football féminin)
Pour les articles homonymes, voir ASA Tel-Aviv.
Maillots
L'ASA Tel-Aviv University (en hébreu : אגודת ספורט אוניברסיטת תל-אביב), plus couramment abrégé en ASA Tel-Aviv, est un club israélien de football féminin fondé en 1998 et basé dans la ville de Tel-Aviv.
Le club est la section football féminin du club omnisports du même nom, l'ASA Tel-Aviv. 
L'équipe première évolue en 2015 en première division du championnat d'Israël de football féminin et joue ses matchs à domicile au Stade Nes-Ziona.

## Palmarès
| \| - Championnat d'Israël féminin (7) : - Champion : 2000, 2010, 2011, 2012, 2013, 2014, 2015, 2018. - Coupe d'Israël féminine (5) : - Vainqueur : 2011, 2012, 2014, 2017 et 2019. - Finaliste : 2000, 2004, 2005, 2006, 2007, 2008, 2009, 2015 et 2016. \| \| - Ligue des champions féminine : - Meilleure performance : 16e de finale en 2011-12. \| |  |                                                                                      |
| - Championnat d'Israël féminin (7) : - Champion : 2000, 2010, 2011, 2012, 2013, 2014, 2015, 2018. - Coupe d'Israël féminine (5) : - Vainqueur : 2011, 2012, 2014, 2017 et 2019. - Finaliste : 2000, 2004, 2005, 2006, 2007, 2008, 2009, 2015 et 2016.                                                                                                  |  | - Ligue des champions féminine : - Meilleure performance : 16e de finale en 2011-12. |

## Personnalités du club

### Présidents du club
- Omer Greenman

### Entraîneurs du club
- Alon Schraier
- David Barkalifa
- Arik Levy